# Hydriomena nanata
Hydriomena nanata är en fjärilsart som beskrevs av Mcdunnough 1954. Hydriomena nanata ingår i släktet Hydriomena och familjen mätare. Inga underarter finns listade i Catalogue of Life.